# アクション (バンド)
アクション（ACTION）は、1982年に高橋ヨシロウ（元山水館、ノヴェラ）が中心になって結成したハードロック・ヘヴィメタルバンド。1984年デビュー。有限会社さくら咲く所属。クラッチ.と業務提携。
1998年に解散するも、2003年に再結成する。ハードロックなサウンドでありながら日本語歌詞で歌ったり低年齢層にも配慮した展開は結成当初においては異色であった。
2005年には特撮テレビドラマ「ウルトラマンマックス」に出演し、話題となった。中心メンバーの高橋ヨシロウは大の特撮ファンとして有名であり、ヨシロウ個人が円谷プロダクション作品に出演するのは「ぼくら野球探偵団」以来である。

## メンバー
第7期 2006年～
- 高橋ヨシロウ（ボーカル、ギター） 元山水館、ノヴェラ
- 大谷ケイイチ（ベース、ボーカル） 元蘭丸団
- 武長一仁（ギター）
- 秋田"EIJIRO"鋭次郎（ドラム） 元だるま食堂、シェラザード、ノヴェラ、第1期以来の復帰。

## 過去のメンバー
第1期 1982年～1984年
- 高橋ヨシロウ（ボーカル、ギター）
- 大谷慶一 （ベース、ボーカル）
- 山根"MOCK"基嗣 （ギター） 元山水館、ノヴェラ
- 秋田鋭次郎（ドラム） 体調不良により脱退する。

第2期 1984年～1985年
- 高橋ヨシロウ（ボーカル、ギター）
- 大谷慶一 （ベース、ボーカル）
- 山根基嗣 （ギター）
- 本宮日登士（ドラム） 元パンドラ　Pierce

第3期 1985年～1989年
- 高橋ヨシロウ（ボーカル、ギター）
- 大谷慶一 （ベース、ボーカル）
- 広川大輔 （ギター）
- 本宮日登士（ドラム）

第4期 1989年～1997年
- 高橋ヨシロウ（ボーカル、ギター）
- 大谷慶一 （ベース、ボーカル）
- 広川大輔 （ギター）
- 西田竜一（ドラム）元SOPHIA、ノヴェラ、VIENNA、JACKS'N'JOKER

第5期 1997年～1998年
- 高橋ヨシロウ（ボーカル、ギター）
- 笹井りゅうじ （ベース） 元ノヴェラ。その後はゲームミュージックを手がけることが多くなった。詳しくは当該項目を参照。
- 広川大輔 （ギター）
- 西田竜一（ドラム）

第6期(再結成時) 2003年～2005年
- 高橋ヨシロウ（ボーカル、ギター）
- 大谷ケイイチ（ベース、ボーカル）
- 武長一仁（ギター）　元Pierce
- CHAKI（ドラム）

## ディスコグラフィー
- ACTION! KIT 1（1984年3月21日、日本フォノグラム 20PL-41）
- HOT ROX（1984年5月21日、日本フォノグラム 28PL-78）
- ACTION! KIT 2（1984年11月21日、日本フォノグラム 25PL-1）
- HEART RAISER（1985年5月10日、日本フォノグラム 28PL-96）
- WARNING IN THE NIGHT（1986年3月5日、日本フォノグラム 28PL-116）
- MOVIN' AND ROCKIN'（1987年9月21日、Victor VDR-1422）
- OVERLOAD（1988年4月21日、Victor VDR-1497）
- INTERACTION（1988年11月21日、Victor VDR-1563）
- 動（1989年9月21日、Victor VDR-1639）
- GUILTY ROSE（2005年9月22日、DXCL-84）
- Mystic Blue (2007年11月7日、DXCL-112)